# Xenofrea areolata
Xenofrea areolata es una especie de escarabajo longicornio del género Xenofrea, tribu Xenofreini, subfamilia Lamiinae. Fue descrita científicamente por Bates en 1885.

## Descripción
Mide 8,48 milímetros de longitud.

## Distribución
Se distribuye por Panamá.